# Supremacy 1914
Supremacy 1914 is een realtime strategie browserspel dat zich afspeelt net voor de Eerste Wereldoorlog. Het doel van het spel is om zo machtig mogelijk te worden door middel van handel, grondstofproductie en oorlog. Het spel begon in 2006 als beta en werd in 2009 officieel uitgebracht.

## Spel
Het doel van het spel is om zoveel mogelijk punten te behalen. Iedere speler begint met een land dat je zelf kan kiezen en je kunt de computer een land laten kiezen. Spelers moeten elkaar bestrijden of samenwerken om zo machtig mogelijk te worden.

## Grondstoffen
Er zijn drie soorten grondstoffen:
- Voedsel: graan en vis
- Materiaal: ijzererts en hout
- Energie: steenkool, olie en gas

Er is ook geld. Dit wordt gebruikt om grondstoffen mee te kopen van andere landen. 
Om nieuwe gebouwen te kunnen bouwen moet de speler dit met verschillende grondstoffen en geld betalen.

## Eenheden
Er zijn verschillende eenheden in Supremacy 1914:
- Infanterie
- Pantserwagen
- cavalerie
- Artillerie
- tanks (licht en zwaar)
- Railgun
- Luchtballonnen
- Vliegtuigen (jachtvliegtuig en bommenwerper)
- Spoorwegkanon (Artillerie op een spoorbaan)
- lichte Kruiser (gevechtsschip)
- Onderzeeër
- Slagschip

## Maps
In het spel zijn verschillende Maps speelbaar:
- Europa 1914 - Een map bestaande uit Europa en Turkije en Noord-Amerika en Noord-Afrika voor 2 tot 10 spelers waarin iedereen even sterk is en spelers zelf allianties moeten maken.
- Europa 1910 Historic - Een map bestaande uit Europa en Turkije en Noord-Afrika voor 2 tot 8 spelers waarin landen verschillen in sterkte en de spelers zijn opgedeeld in (Groot-Brittannië, Frankrijk, Rusland en Italië) vs (Duitsland, Oostenrijk-Hongarije, Ottomaanse Rijk en Bulgarije)
- The Great War - Noord-Amerika, Europa, Noord-Afrika, Turkije en het noordwestelijk Midden-Oosten. Voor 15 tot 31 spelers waarin iedereen even sterk is en spelers zelf allianties moeten creëren.
- ZuidOost-Azië - Een kaart die Zuidoost-Azië voorstelt. Voor 2 tot 15 spelers waarin iedereen even sterk is en spelers zelf allianties moeten creëren.
- Midden Oosten - Zuid-Europa, Midden-Oosten en Noord- en Midden-Afrika. Voor 15 tot 30 spelers waarin iedereen even sterk is en spelers zelf allianties moeten creëren.

## Goldmark
Goldmark is een geldeenheid waarvoor je moet betalen met echt geld. Dit geeft je aanzienlijke voordelen zoals meer grondstoffen, gebouwen en eenheden die gelijk klaar zijn en het verhogen van het moreel van je troepen. Betalende spelers hebben zodoende meer mogelijkheden om het spel sneller te spelen.

## Spionage
Er zijn verschillende soorten spionage mogelijk
- Contraspionage - Kost 1000 pond per spion per dag. Verdedigt eigen provincie tegen vijandelijke spionnen en ontmantelt deze.
- Informatiespionage - Kost 2000 pond per spion per dag. Verraadt vijandelijke spionnen en hun missies, verraadt vijandelijke legers in en rond de provincie, verraadt de grondstofproductie en handel, verraadt de productie van fabrieken en geeft de diplomatieke relaties aan van het land met andere landen en geeft berichten aan die dit land verstuurd heeft naar andere landen.
- Economische spionage - Kost 4000 pond per spion per dag. Vernietigt grondstoffen, steelt belasting, verlaagt moreel en verhoogt de militaire productie ten koste van de economische productie.
- Militaire spionage - Kost 4000 pond per spion per dag. Verraadt alle vijandelijke legers, beschadigt upgrades in de provincie, vertraagt de productie van upgrades, verhoogt de economische productie ten koste van de militaire productie.

## Eind van het spel
Het spel stopt als een land of alliantie 50, 75 of 100% van de kaart bezit.